# (4720) Tottori
(4720) Tottori (1990 YG) – planetoida z pasa głównego asteroid okrążająca Słońce w ciągu 3,32 lat w średniej odległości 2,22 j.a. Odkryta 19 grudnia 1990 roku.